# 中国无线电协会业余无线电分会

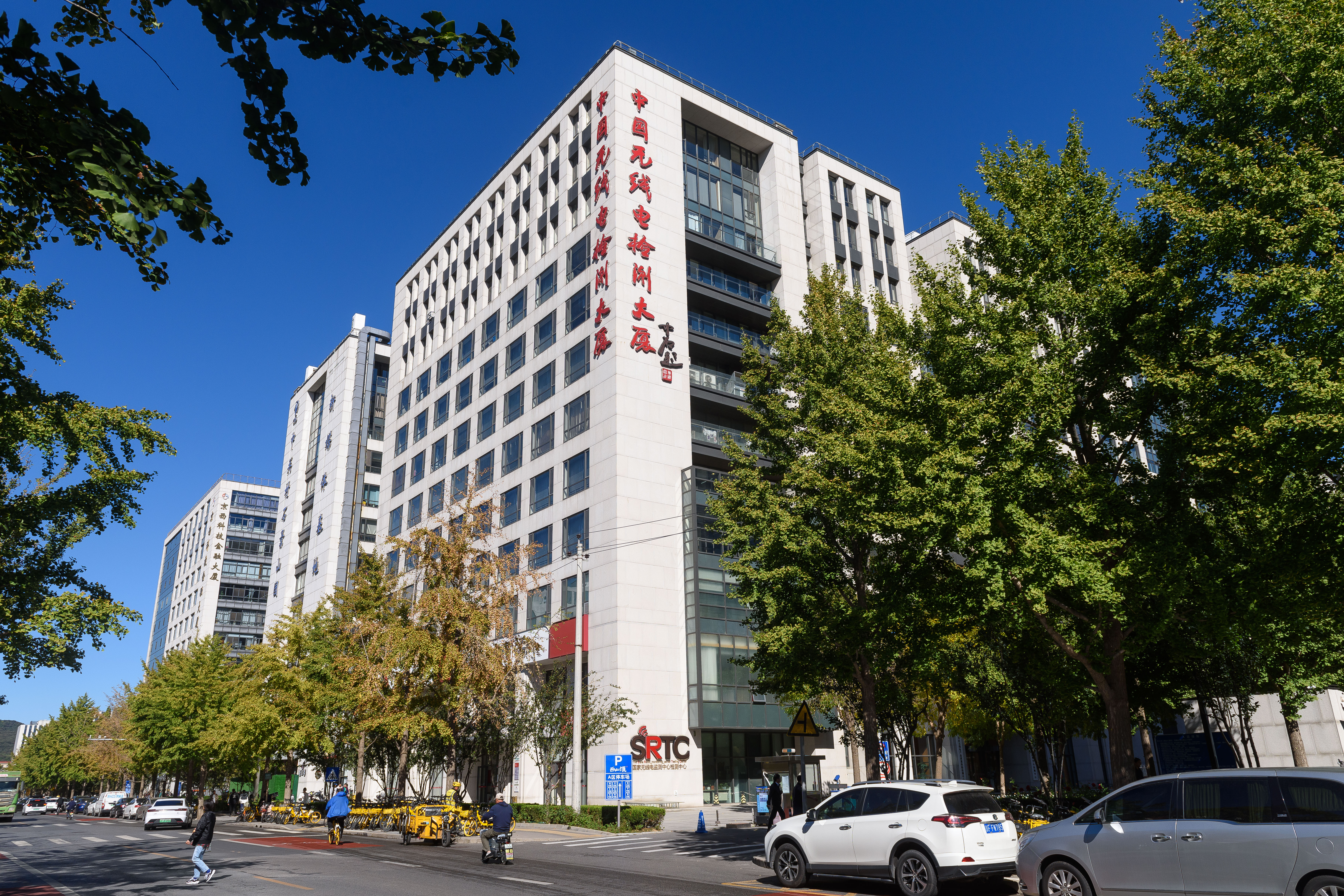
机构所在的中国无线电检测大厦，国家无线电监测中心检测中心和国家无线电产品质量监督检验中心亦设在此处

中国无线电协会业余无线电分会（英語：Chinese Radio Amateurs Club，简称CRAC，原名中国无线电协会业余无线电工作委员会）是中华人民共和国的国家级业余无线电组织，受国家无线电管理机构（即中华人民共和国工业和信息化部）的委托和指导，承担了中国业余无线电台操作技术能力验证考试的组织、验证合格证明的核发和业余无线电活动指导工作。

## 历史与沿革
作为中国无线电协会的分支机构，中国无线电协会业余无线电工作委员会成立于2010年10月29日。2013年1月1日，随着工信部《业余无线电台管理办法》的正式实施，中国无线电运动协会（CRSA）终止承担业余无线电服务工作，工作转交由中国无线电协会业余无线电工作委员会承担。
2013年12月1日，中国无线电协会业余无线电工作委员会开始换发由CRSA签发的旧版“业余无线电台操作证书”，集中换发工作于2015年6月30日基本结束，共分别换发A类、B类和C类业余电台操作证书21714份、7056份和257份。同年，中国无线电协会业余无线电工作委员会和地方考试机构已经在20个省份的50多个城市举办了93次A类、13次B类和1次C类业余电台操作技术能力验证考试。
2016年10月23日，中国无线电协会业余无线电工作委员会继承中国无线电运动协会在国际业余无线电联盟（IARU）的席位，成为国际业余无线电联盟成员组织。2017年1月7日，中国无线电协会业余无线电工作委员会宣布更名为中国无线电协会业余无线电分会。

## 现时的工作

### 操作证书的考试与核发
中国无线电协会业余无线电分会目前通过无线电管理机构或地方考试机构在中国内地的31个省级行政区组织有操作证书考试，并向通过考试的考生核发相应类别的“中国无线电协会业余电台操作证书”。
中国无线电协会业余无线电分会负责向访问中华人民共和国的境外业余无线电爱好者签发“来访者业余无线电台临时操作证书”，作为使用业余无线电台的凭证，也负责向持有香港业余电台牌照、香港永久性居民身份证和旅行证件的香港业余无线电爱好者签发有效期为五年的操作证书，作为在内地操作和设置业余电台的凭证。

### 业余无线电活动的组织
为鼓励国内业余电台积极参与业余无线电通信活动，中国无线电协会业余无线电分会组织个人和集体业余电台参加CQ世界DX竞赛和IARU短波世界锦标赛等国际比赛，并为参赛的业余电台申请临时专用特殊呼号，部分参赛者还代表中国无线电协会业余无线电分会作为中国“总部电台”参加竞赛。中国无线电协会业余无线电分会也自行组织有CRAC QRP黄金周HF通联竞赛和其他通联活动。

### QSL卡片局
QSL卡是电台确认收听或确认通信的凭证。中国无线电协会业余无线电分会组织的卡片局收取来自境内外电台发来的QSL卡片，并以省为单位设立联络站，将其分发给对应的业余无线电台。